# شه‌کرم
شه‌کرم یا شاه‌کرمی یکی از طایفه‌های ایل چگنی است. این طایفه ساکن شهرستان‌های چگنی، معمولان، خرم‌آباد، پلدختر و کوهدشت در استان لرستان، اندیمشک در استان خوزستان، داراب، فسا، پاسارگاد، صفاشهر و شیراز در استان فارس و حاجی‌آباد، قشم و بندرعباس در استان هرمزگان و کرمانشاه و  گرمسار در استان سمنان است.
تبار طایفه شاه‌کرمی به کدخدا شه‌کرم فرزند کدخدا قره‌حسن چگنی معاصر اواخر دوران صفوی تا اواخر سلسله زندیه می‌رسد. او یکی از بزرگان و سران ایل چگنی ساکن در لرستان بوده است.

## وجه تسمیه
شاه‌کرم از ترکیب دو واژه «شاه» و «کَرَم» تشکیل شده است، شاه در لغت به معنی پادشاه و ملک بود. (لغت فرس اسدی). پادشاه. (صحاح الفرس). پادشاه را گویند. (معیار جمالی) (از مؤید الفضلاء). آنکه بر کشوری پادشاهی و سلطنت کند. تاجور تاجدار، سلطان، ملک، صاحب تاج، شه، خدیو، شهریار، خدیش، خسرو، میر، امیر، شاهنشاه، حکمران یک مملکت که نام‌های دیگرش: ملک و سلطان و پادشاه است. این لفظ در پهلوی هم شاه بوده و ریشه اش در سنسکریت «شاس» بمعنی حکومت کردن است و در اوستا «ساستر» بوده از همان ریشه، و «تر» در اوستا و سنسکریت ملحق به لفظ شده است و معنی فاعل در مادهٔ آن لفظ احداث می‌کند پس معنی ساستر حکم راننده است.
در فرهنگ لغت کَرَم به معنی بخشش، بخشندگی، بذل، جود، سخا، سخاوت، بزرگواری و جوانمردی است، در مجموع شاه‌کرم نامی نیک و به معنی فرمانروای بخشنده می‌باشد.
در ایام گذشته، شاه‌کرم نامی رایج در جامعه لرستان بوده است و نیز نام یکی از شخصیت‌های معتبر ایل چگنی که اولاد و احفاد او به نام جد یعنی طایفه شاه‌کرمی نامبردار گشته‌اند، این نام با املای شاه‌کرمی و شه‌کرم (به معنی "فرمانروای سخاوتمند") تلفظ و ثبت می‌گردد، اما برخی به اشتباه شاکرمی یا شاکرم (بدون حرف " ه " بعد از "شا") می‌نویسند که در لغت به معنی حقگزار، سپاسگزار، شکرگزار، شکور و نمک‌شناس است.

## تبارشناسی و خاستگاه
مراد محمودی چگنی در مقدمه کتاب نقدهایی بر تواریخ معاصر چگنی اینگونه می‌نگارد:
" تاریخ می‌گوید، ایل چگنی از لرستان برخاسته و با زنگنه و سیاه‌منصور از یک تبار می‌باشند، هر چند خیلی از عزیزان اهل قلم، ازجمله ایرج کاظمی، اکبر یاوریان (گردآورنده واژه‌نامه لری) و سایرین، چگنی را همان چنگروی می‌دانند که آل خورشید (اتابکان لر کوچک) از آن برخاسته‌اند و نگارنده خود نیز بر این باور می‌باشم. اما مردم چگنی هیچگاه به این موضوع تکیه نکرده چراکه هر نوشته تاریخی نیاز به اسناد تاریخی بیشتری دارد. "
شرف‌خان بدلیسی در کتاب شرفنامه یا تاریخ مفصل کردستان که خود او هم عصر بوداق خان چگنی بوده است چنین می‌گوید:
" در ذکر امراء کرد ایران آمده است: عمدهٔ اکراد ایرانی سه طبقه‌اند: سیاه منصور، چگنی و زنگنه و حکایت مشهور است در السنه و افواه مذکور که در اصل ایشان سه برادر بوده‌اند که از ولایت لرستان آمده و به روایتی از گوران و اردلان، به عزم ملازمت سلاطین ایران از وطن بیرون آمده‌اند. ایشان ترقیات کلی روا داده، هر سه برادر به مرتبهٔ امارت رسیده و مردمانی که از طرف و جوانب بر سر رعیت آن‌ها جمع شده، ملقب به اسم ایشان گشته‌اند"
حسینعلی رزم‌آرا در جغرافیای نظامی لرستان آورده است که؛ ساکنین اولیه چگنی عبارت‌اند از طایفه‌های میرزاوند، شاه‌کرمی، بداق و سبزوار که از قدیم‌الایام مقیم منطقه چگنی بوده‌اند. این دیدگاه از آنجا نشات می‌گیرد که به روایات برخی از معمرین و سالخوردگان، این طوایف دارای ریشه و جد مشترک بوده و بنی اعمام هم محسوب می‌شوند.

## تاریخ
از تبعید و اخراج از ایران تا رسیدن به حکومت خراسان
پیش از شاه اسماعیل یکم چیزی به نام خراسان یا ایران وجود نداشت. هر نقطه‌ای از کشور در تصرف یکی از خوانین و غارتگران مغول و ازبک و اعقاب تیمورلنگ بود. ازبک‌ها در زمان شاه اسماعیل، خراسان را به ویرانه تبدیل کرده بودند؛ لذا شاه اسماعیل به خراسان لشکر کشید و شیبک خان ازبک را که در خونخواری و سفاکی همتا نداشت، کشت و بر کاسه سر او شراب ریخت و آشامید و آنگاه نیروهایی ازجمله کردهای قهرمانلو (قرامانلو) و کلهر و غیره را برای حفاظت از دستاوردهای خود و دفاع از خراسان در این دیار به جا گذاشت. پس از شاه اسماعیل پسرش شاه تهماسب یکم که درگیر جنگ با ترکان عثمانی بود، نتوانست به خراسان توجه کند و باز ازبک‌ها زورآور شده و قتل و تخریب پرداختند. در این هنگام شاه تهماسب، ایل چگنی را به خاطر شرارت‌ها و ناآرامی‌هایشان از مملکت خود اخراج کرد و فرمان داد که در کشور ایران نمانند وگرنه همه آن‌ها را خواهد کشت؛ بنابراین حدود ده هزار خانوار از کُردهای چگنی در غرب ایران از لرستان تا کردستان گرد آمده و از مناطق بین آذربایجان و قزوین کوچیده و به سوی شرق پیشروی کردند تا به خاک هندوستان روند. اما هنگامی که وارد خراسان شدند، دریافتند که عملاً خراسانی در کار نیست. مردم خراسان ذلیل و سیه روز گشته و ازبک‌ها بر جان و مال و ناموس آن‌ها مسلط شده‌اند. چگنی‌ها مردم پراکنده و ستمدیده خراسان را از گوشه و کنار جمع کرده و با خود متحد ساختند و بر ازبک‌ها حمله برده همه آن‌ها را قلع و قمع نموده و از خراسان بیرون ریخته و به شاه تهماسب پیغام دادند که ما خراسان را از وجود ازبکها پاک کردیم، محافظانی روانه نما که از خراسان دفاع نمایند که ما خود عازم هندوستانیم.
شاه تهماسب که کسی را قادر به انجام این وظیفه نمی‌دید، اوغلان بوداق خان چگنی را به فرماندهی چگنی‌ها فرستاد همچنین حکومت خبوشان را به او اعطا کرد و پیغام داد که آن‌ها در خراسان بمانند و خود از آنجا دفاع کنند. پس از آن کردهای چاوشلو و استاجلو و ترکان قاجار و شاملو نیز مأموریت دفاع از خراسان یافته و به چگنی‌ها و سایر کردهای خراسان پیوستند. اما پس از شاه تهماسب به سبب دیوانه بازی‌های شاه اسماعیل دوم و بی‌لیاقتی‌های شاه محمد خدابنده فرزندان شاه تهماسب باز اوضاع خراسان آشفته شد و ازبک‌ها زورآور گردیدند و به قتل و غارت پرداختند که تا اوایل حکومت شاه عباس بزرگ ادامه داشت. در دوره شاه عباس اول، عبدالمؤمن خان ازبک، خراسان را از زیر سم ستوران لگدکوب کرد و پس از محاصره طولانی امت‌خان استاجلو حاکم مشهد را بکشت و حرم امام رضا را هم تخریب نمود و مردم را از دم تیغ گذرانید. شهرها و روستاها یکی بعد از دیگری تخریب شدند که آخرین آن‌ها اسفراین بود. تنها یکی از کردهای دلیر و جسور به نام کچل‌قباد کلهر جان سالم به در برد و خبر ویرانی خراسان را به شاه عباس که در قزوین بود رسانید. ایل چگنی با پناهنده شدن به نواحی کوهستانی بینالود و شاه جهان و هزارمسجد توانستند خود را از چنگ این سیل ویرانگر ازبک نجات دهند. بداق خان چگنی توانست با رشادت‌های ایل و تبارش قلعه خبوشان را از تسخیر توسط ازبکان نجات دهد. پس از آنکه شاه عباس بزرگ و سپاه او به خراسان رسیدند به پاس این همه شجاعت و دلاوری که چگنی‌ها در برابر سپاه مغول و ازبک از خود نشان داده بودند بداق خان چگنی به حکومت مشهد منصوب و هر کدام از پسران و برادرانش به امارت شهرها و ولایات مختلف خراسان رسیدند. بداق خان در سال ۹۹۷ به عنوان لَه‌لِه و اتابک شاهزاده حسن میرزا پسر دوم شاه عباس منصوب شد و سپس با دریافت مقام امیرالامرایی تا سال ۱۰۱۵ هجری همچنان بر خراسان فرمانروایی کردند.
پیشینیان ایل چگنی
ایل چگنی در ۶۰۰–۵۰۰ سال پیش یکی از پرجمعیت‌ترین، بزرگ‌ترین و مقتدرترین ایلات ساکن در غرب کشور و لرستان بوده است.
در عالم‌آرای عباسی (تألیف ۱۰۲۵ ق)، از چگنی با عنوان ایل نام برده شده است. در این کتاب آمده است: «سران ایل به میان طوایف خود رفته و آن‌ها را آماده مهاجرت نمودند.»
در کتاب شرفنامه (تألیف ۱۰۰۵ ق)، از آن‌ها با عنوان طایفه نام برده شده است.
ایل چگنی در ادوار و حکومت‌های گذشته از جمله: صفویه، افشاریه، زندیه، قاجار و پهلوی مهاجرت کرده یا تبعید شده‌اند، بزرگ‌ترین این مهاجرت‌ها در اوایل صفویه و زمان شاه طهماسب صفوی سال ۹۳۰ ق. بوده است، به احتمال زیاد کل این ایل را یکجا کوچانیده‌اند، چگنی‌ها پس از مهاجرت در شهرهای شمال و شمال شرق (خراسان) اسکان یافتند. عده‌ای از نسل دوم یا سوم آن‌ها دوباره به زادگاه اجدادی خود برگشته و تشکیل طوایف کنونی ایل چگنی را دادند که در دوره‌های بعدی باز هم تعدادی از آن‌ها مهاجرت کرده یا تبعید شده‌اند.
برخی طوایف اصلی ایل چگنی ساکن لرستان را چهار طایفه بداق، میرزاوند، شه‌کرم و سبزوار می‌دانند که این اعتقاد، تنها نشات گرفته از روایتی است که بیان می‌دارد طوایف فوق‌الذکر دارای نیا و ریشه مشترک می‌باشند و به اصطلاح سالخوردگان و پیران قوم، اصل آن‌ها برادر بوده‌اند. ایل چگنی دارای طوایف و تیره‌های بسیاری است که از میان همه آن‌ها، طوایف بداق، میرزاوند، شه‌کرم، سبزوار و فلاوند دارای اشتراکات و تعامل تاریخی، فرهنگی و اجتماعی بیشتر بوده و احتمالاً بنی اعمام هم بوده‌اند و این بدان معنا نیست که دیگر طوایف این ایل، چگنی‌الاصل نبوده‌اند.
در کتاب نسبنامه طایفه شه‌کرم به نقل از حجت کهزادی یکی از معمرین طایفه میرزاوند آمده است: شاه‌میرزا (جد طایفه کنونی میرزاوند) و شه‌کرم بزرگ، متعلق به سال‌های ۱۰۱۰ تا ۱۱۰۰ ق بوده‌اند. طایفه‌های میرزاوند و شه‌کرم خود را از نسل عبدالله سلطان چگنی می‌دانند که از چگنی‌های تبعیدی و مهاجر به خراسان و از حاکمان و شاعران آن دیار بوده است، شه‌کرم بزرگ فرزند شاه‌رضا بوده است، شاه‌رضا و شاه‌میرزا (جد طایفه میرزاوند) برادر بوده که می‌گویند فرزندان شخصی به نام وارسته و وارسته نیز فرزند عبدالله سلطان چگنی بوده است. در نسبنامه طایفه شه‌کرم، دو شه‌کرم داشته‌ایم: شه‌کرم بزرگ فرزند شاه‌رضا و شه‌کرم دوم فرزند قره‌حسن چگنی. شه‌کرم دوم بین سال‌های ۱۱۰۰ تا ۱۱۹۵ ق. می‌زیسته است. (محل دفن قبرستان امامزاده حیات‌الغیب)
پیشینیان طایفه شه‌کرم
عمدحسن، شه‌کرم و شاه‌فلاح (فرزندان قره‌حسن چگنی) در صدر طایفه شه‌کرم قرار داشته و اسم آن‌ها توسط بیشتر بزرگان، راویان و معمرین این طایفه در کنار هم و با هم برده می‌شود و آنان را از نسل شه‌کرم بزرگ می‌دانند و طایفه کنونی شه‌کرم، از نسل آن‌ها به وجود آمده است. بزرگان طایفه کنونی شه‌کرم (عمدحسن، شه‌کرم و شاه فلاح)، در گذشته تابستان‌ها را معمولاً در منطقه چگنی و ریمله (رود ولم) و فصول سرد سال را در مناطق جنوبی‌تر استان سپری می‌کرده‌اند.
فرزندان قره‌حسن چگنی همراه چند تن از اقوام خود به نام‌های کمال، جمال و محمدبک، برای آخرین بار هنگام قشلاق و ییلاق، به منطقه سکونتگاه فعلی (منطقه بین ویسیان تا معمولان)، که سر راه آن‌ها قرار داشته است وارد شده و در این منطقه برای همیشه ماندگار و تشکیل طایفه کنونی شاه‌کرمی را داده‌اند.
نام قره‌حسن چگنی روی سنگ قبر یکی از پسرانش به نام شاه‌کرم (وفات ۱۱۹۵ ق) در قبرستان حیات‌الغیب دیده می‌شود، آنچه مسلم است قره‌حسن فرزند یا نوه شه‌کرم بزرگ بوده است.

نمای کلی از نسب‌نامه و بعضی از سران و بزرگان ایل چگنی (بداق، میرزاوند، شه‌کرم و سبزوار) از حدود سال ۹۳۰ تا ۱۲۰۰ هجری قمری. برگرفته از کتاب نسب‌نامه طایفه شه‌کرم - ایل چگنی به تألیف علی کرمی‌کیان

جایگاه کدخدا در جامعه از دوران صفویه تا قاجار
نام نیاکان طایفه شاه‌کرمی همچون قره‌حسن و شه‌کرم چگنی بر روی سنگ قبور و هم در اسناد خطی با لقب کدخدا ثبت شده است، این مطلب بیانگر شخصیت ممتاز طایفه شه‌کرم در جامعه چگنی در عهد صفویه تاکنون می‌باشد. طایفه شه‌کرم در طول زمان همواره توسط کدخدایان خود اداره می‌شده است.
در وجه تسمیه کدخدا در فرهنگ و لغت فارسی چنین آمده است: (کد+خدا) کد: جز پیشین از کلمه مرکب، به معنای خانه مانند (کدبانو، کدخدا) خدای «ی» به معنای خداوندگار خانه، صاحب خانه، مردخانه و…
آنکه بخاطر کاردانی‌ها و شایستگی‌هایش در میان مردم مورد قبول است، شخص معتبر، بزرگ طایفه، رئیس محله، مباشر، پیشکار، صاحب اختیار، وزیر، داماد و پادشاه را هم کدخدا گفته‌اند. کدخدا در حقیقت مسئول امور روستا محسوب می‌شد در عین حالی که در منافع عمومی کم و بیش با سایر کشاورزان شریک بود، او جوابگوی عوامل قدرت نظیر خان؛ مالک؛ دولت یا نماینده دولت بود.
کدخدا نفوذ زیادی در نزد اهالی روستا داشت و بدون کمک او کار در روستا دچار مشکل می‌شد به همین لحاظ دولت شاهنشاهی هم می‌کوشید که به نحوی با او کنار بیاید و با دادن امتیازاتی او را به سمت خود جلب کند. کدخدایان معمولاً از افراد شاخص متمکن و متدین بودند. اما آنچه در مورد کدخدایان باید گفته شود این است که کدخدایان معمولاً با سواد و دارای نفوذ کلام بودند و از جایگاه ویژه‌ای در بین مردم برخوردار بوده‌اند به نحوی که نقل است در مراسمات مختلف منجمله مراسم عروسی ابیاتی در وصف آنها باحالتی موزون سروده و خوانده می‌شد.
سن کدخدایان معمولاً از میان سالی به بالا بود زیرا در ارتباط با مسائل و مشکلات مردم و ارتباط با خوانین و کدخدایان و کلانتران نیاز به تجربه و شناخت کافی از سوابق امور را داشتند. از جمله وظایف کدخدا عبارت بود از رسیدگی به شکایات و دعاوی مربوط به تقسیم زمین‌های کشاورزی، چراگاه‌ها، آبیاری مزارع و باغات و همچنین رسیدگی به مسائل و مشکلات خانوادگی مردم اعم از ازدواج و طلاق و حل اختلاف زوجین به کمک ریش سفیدان و ملایان بر طبق موازین شرع و عرف محل، اعمال احکام صادره از طرف مراجع دولتی می‌نمود.
قانون وظایف بسیار زیادی به کلانتر یا کدخدا داده بود که نظارت بر حدود اراضی، وصول مالیات، حفظ امنیت اموال، رسیدگی و بررسی روستا اعم از امور امامزاده‌ها و مساجد، مکتب خانه‌ها، جنگل‌ها، حمام‌ها، اجرای قراردادهای اقتصادی و تجاری، اجرای قراردادهای فی مابین دهقانان و مالکین و دیگر افراد، نظارت بر علائم حدود راه‌ها، نظارت بر دفاتر نفوس و دفاتر عقد و ازدواج ارائه این دفاتر به جای لازم، نظارت بر اموال ده و انبار غله و نحوه استفاده صحیح آن، مراقبت در صحت راه‌ها و معابر و کوچه‌ها و جاده‌ها و پل‌های ده، مواظبت در وصول مالیات‌ها و دیگر عوارض همکاری لازم در روستا به مأموران دولتی در امر جلوگیری از امراض مسری و حوادث غیره مترقبه، مطلع نمودن مأمورین ضبطیه محلی از وقوع حوادث و اتفاقات فوق‌العاده و غیره در روستا از آن دسته است. از دوران صفویه تا قاجار، کدخداها به القاب دیگری چون؛ بیگ، کیخا، خواجه، خان، کلانتر و آقا (بزرگ طایفه) نیز شناخته می‌شدند. این القاب نیز در کنار لقب کدخدایی مرسوم بوده است. وظیفه اصلی ایشان برقراری نظم و جمع‌آوری مالیات بوده است. انتخاب کدخداها از سوی کلانترهای هر ناحیه بوده است، ولی در آغاز حکومت قاجار کدخداها ازسوی مالکان بزرگ، خوانین یا کلانتران هر منطقه انتخاب می‌شدند.

## پراکندگی
شه‌کرم یکی از طوایف بزرگ و قدیمی چگنی است که به اضافه میرزاوند، بداق و همچنین سبزوار به اتفاق هم در منطقه چگنی زیسته‌اند. این‌ها (شه‌کرم، میرزاوند، بداق و سبزوار) غیر از طایفه‌های دیگری هستند که ایل چگنی را تشکیل داده‌اند. فلاوندها در منطقه توه‌چه و ملکعلی و ویسکرم تا مرز تنگ‌تیر و اَمَدحسین (احمدحسین) در سرفراش هم‌مرز با بالاگریوه تا حدود دمرود تا مرز کوهدشت پراکنده‌اند و به صورت دسته‌دسته در این محدوده جغرافیایی روستاهای فراوانی را تشکیل داده‌اند. اکنون در شهرهای ایران همه‌جا پراکنده شده و جا باز نموده‌اند. از اعضای این طایفه به صورت جمعی در شهرهای معمولان و ویسیان و به‌طور پراکنده در دیگر شهرهای لرستان زندگی می‌کنند.
منطقه شه‌کرم از شمال به فلاوند توه‌چاه، ویسیان و چم‌دیوان، از جنوب به معمولان و دامنه کوه لِهور، از غرب به روستاهای منطقه کالیاب و کوه وراز چنگری و از شرق به منطقه هیو (هویان) و روستای سرفراش محدود شده و تعداد سی روستا را دربر می‌گیرد.

جغرافیای پراکندگی طایفه شه‌کرم ایل چگنی

نقل است که؛ در دوران زندیه، کدخدا شاه‌کرم چگنی به همراه دوتا از پسرانش به نام‌های میرکرم و الله‌مراد عضو لشکر کریم‌خان زند به شیراز می‌روند. پس از مدتی، الله‌مراد با دختری از ایل عرب ازدواج می‌کند. چند ماهی که از حضور آنان در شیراز می‌گذرد، شاه‌کرم به اصرار پسرش میرکرم تصمیم بازگشت به لرستان گرفته، اما الله‌مراد به علت وصلت با ایل خمسه ساکن ایالت فارس برای همیشه در آن سرزمین ماندگار شده و فرزندان او طایفه چگنی شیری مشهور به اولاد شاه‌کرم را در استان فارس پایه‌گذاری می‌کنند.
سرتیپ میرحسین یکرنگیان استاد دانشکده افسری ارتش در کتاب گلگون کفنان؛ گوشه‌ای از تاریخ نظامی معاصر (سال ۱۳۳۶) در معرفی ایلات خمسه استان فارس می‌گوید:
ایلات خمسه که از پنج ایل تشکیل می‌شوند: باصری، عرب، اینانلو، بهارلو و ایل نفر، سپس در معرفی طوایف ایل عرب، چگنی را بعنوان یکی از طایفه‌های عرب خمسه در کنار طوایف شیری، ولیخانی، صفی‌خانی، قاسم‌خانی سپاهی، محمدرضا یوزباشی، لر عبدالرضا، علیمرادی، صفری، عمله، مزیدی و غیره معرفی می‌کند.
طایفه ای از قبیله شیری از اعراب جباره فارس به نام اولاد چگینی وجود دارد. بر اساس فهرستی از اقوام که در سال ۱۹۵۷ توسط تیمسار حاجعلی رزم‌آرا از فرماندهان ارتش ایران تهیه شد، نوشته است اولاد چگینی حدود ۱۲۰ خانوار را شامل می‌شود. احتمالاً چگینی‌های فارس از جمله عشایر لری بوده‌اند که کریم خان زند را تا جنوب ایران همراهی کرده‌اند.
اکنون مناطق زندگی تیرهٔ چگنی شیری بدین شرح است: برخی از آن‌ها در فسارود داراب، روستای اعراب چگینی، خانوارهایی در شهر فسا و روستای طالقانی از توابع فسا، قسمتی در قادرآباد از توابع سعادت‌شهر و عده‌ای نیز در خیرآباد از توابع بوانات سکنی دارند و به کشاورزی، باغداری و دامداری می‌پردازند. تعدادی از آنها نیز عشایر کوچرو هستند که در مراتع زیتونک، سه‌چاه، آبگرم، چاه‌سفید، چاه‌زرد، مهکستان، نیت‌آباد و خیرآباد از توابع شهر آباده به دامداری مشغول‌اند. شهرت اکثریت تیره چگنی: امیری، انصاری، خسروی با پسوند «شیری» می‌باشد. در شهر رونیز استهبان نیز خانوارهایی از اولاد محمدیوسف ساکنند.

## تیره‌ها
طایفه شاه‌کرمی، شامل تیره‌های نسبی و سببی بسیاری می‌باشد. تیره‌های نسبی از قرار زیر است:
- عمدحسن (احمدحسین) که خود به دو تیره شاه‌حسین و سبزعلی تقسیم می‌شود.
- ملک‌علی
- ویس‌کرم
- ملکه (ملک)
- محمدزمان
- نوروزعلی
- میرکرم
- آئینه (آدینه)
- کل‌والی و کمال
- الله مراد (تیره چگنی شیری ساکن استان‌های فارس و هرمزگان)

اسامی بالا بجز عمدحسن که برادر شه‌کرم دوم و فرزند کدخدا قره‌حسن بوده است، مابقی پسران شه‌کرم بوده‌اند. شه‌کرم پسر دیگری به نام صیدکرم داشته که بدون ورثه، وفات یافته است. همچنین شه‌کرم پسری به نام الله‌مراد داشته که در دوران کریم‌خان زند به شیراز رفته و اولاد او اکنون تحت عنوان طایفه چگنی شیری جزو ایل عرب خمسه و ساکن استان فارس می‌باشند. طایفه فلاوند از نسل شاه‌فلاح فرزند قره‌حسن چگنی در اصل برادر شه‌کرم محسوب می‌شوند.
تیره‌های چگنی وابسته به شه‌کرم:
- طایفه فلاوند
- طایفه دوشم
- ملک مسلمی
- دودمان شیرعالی از طایفه شاهیوند

دیگر تیره‌ها و خاندان‌هایی که به طایفه شه‌کرم چگنی پیوسته‌اند:
- مونوند
- تیره نورمحمد از طایفه محمودوند
- کُردها (کلی و پیرزاد)
- خانواده‌هایی از طایفه فراش
- خانواده عباسی (بختیاری)

و خانواده‌های بسیاری از طوایف: پیرحیاتی، حیات‌الغیب، جودکی، پاپی، حسنوند، رکرک، سکوند، کولیوند، سیاه‌منصور، طرهانی، طولابی، زهراکار و غیره که با وصلت‌های فامیلی با شاه‌کرمی‌ها، همه را در قالب مردمان منطقه شه‌کرم و چگنی می‌شناسند.

## تیره چگنی شیری (اولاد شاه‌کرم)
این تیره جزئی از ابواب جمع طایفه شیری و از وابستگان سببی این طایفه بوده‌اند. به روایت پیران قوم (در دوره زندیه)، شخصی به نام شاه‌کرم از عشایر چگنی لرستان به فارس مهاجرت کرده است. نام پسر این شخص الله‌مراد و نوه‌اش که کردعلی نام داشته به طایفه شیری آمده است. کردعلی پسری به نام الله‌مراد یا (اللهی) داشته است. پسرهای الله‌مراد به نام میرابوالحسن، محمدیوسف و تقی خان بوده‌اند. در زمان این سه برادر، افرادی به نام‌های هادی، خداداد و … نیز از مناطق و طوایف دیگر به این سه برادر پیوسته‌اند و این پنج اولاد به نام‌های اولاد میرابوالحسن، اولاد محمدیوسف، اولاد تقی‌خان، اولاد هادی و اولاد خداداد از اعقاب این پنج نفر به وجود آمده که از مجموع آن‌ها طایفه شیری تشکیل شده است. دوران زندگی این پنج نفر را اوایل حکومت قاجاریه ذکر می‌کنند.
اولادهای تیره چگنی به شعبه‌های کوچکتری تقسیم می‌شوند:
اولاد میرابوالحسن شامل اولادهای کوچکتری به نام (رستم، سعدی، یوسف‌خان، اسدخان و صمدخان)
اولاد محمدیوسف شامل (مصطفی، عباس، محمدرفیع، ابراهیم، اسداله و صیاد)
اولاد تقی‌خان که به چشم سبز معروف‌اند شامل (قلیچ‌خان و فرج‌اله)
اولاد خداداد شامل (علی‌همت، ولی‌همت و علی‌داد)
اولاد هادی شامل (سرخاب، قباد، داراب و خسرو)
مناطق زندگی فعلی تیرهٔ چگنی شیری: برخی از آن‌ها در فسارود داراب، تعدادی خانوار در شهر فسا و روستای طالقانی زیتونک از توابع فسا، قسمتی در قادرآباد و دشت مرغاب  و عده‌ای نیز در خیرآباد از توابع خرمبید .چندین‌خانوار در هرمزگان و چند خانوار در گرمسار استان سمنان زندگی میکنند و به کشاورزی، باغداری و دامداری تجارت و مناسب دولتی و نظامی می‌پردازند. تعدادی از آنها نیز عشایر کوچرو هستند که در مراتع زیتونک، سه‌چاه، آبگرم، چاه‌سفید، چاه‌زرد، مهکستان، نیت‌آباد و خیرآباد از توابع شهر آباده به دامداری مشغول‌اند. شهرت اکثریت تیره چگنی: خسروی، انصاری، امیری با پسوند «شیری» و زارعی کرمنیا،عباسنیا،حاتمی ،سازمند و چگنی و درفشی می‌باشد.
در شهر رونیز استهبان نیز خانوارهایی از اولاد محمدیوسف ساکنند.

در گذشته و در دوره پهلوی افرادی از اولاد محمد یوسف به استان هرمزگان و استان سمنان شهرستان گرمسار مهاجرت کرده اند که اکنون فرزندان ایشان با نام خانوادگی سازمند در هرمزگان و خسروی در سمنان زندگی میکنند